# НС-скінхеди

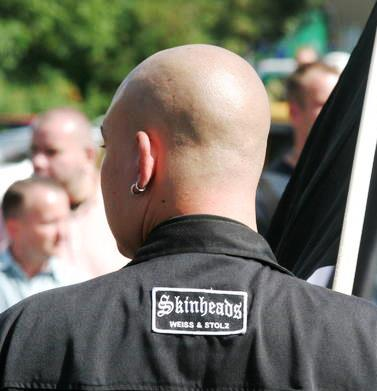
Німецький НС-скінхед з нашивкою «Скінхеди / білизна & гордість»

НС-скінхеди (англ. Nazi skinheads, National Socialist skinheads, neo-Nazi skinheads, racist skinheads, white power skinheads) — молодіжна ультраправа субкультура, представники якої дотримуються націонал-соціалістичної ідеології (неонацизму), один із напрямків субкультури скінхедів. Діяльність НС-скінхедів, як правило, має екстремістський характер.

## Історія
Спочатку субкультура скінхедів виникла у Великій Британії, наприкінці 60-х років XX століття. Вона мала аполітичний характер і була тісно пов'язана з англійською субкультурою цього періоду — модами, а також із чорною ямайською емігрантською молоддю та популярною в їхньому середовищі музикою того часу — реггі і, меншою мірою, ска.
НС-скінхеди з'явилися в кінці 1982 року як результат політичної агітації лідера рок-гурту Skrewdriver (яка згодом стала культовою для НС-скінхедів) — Яна Стюарта Дональдсона та Британського національного фронту у середовищі аполітичних скінхедів. Тоді вперше був запозичений кельтський хрест як символ їхнього руху, і сформовано образ НС-скінхедів (на образ хрестоносців) — солдатів Священної Расової Війни (англ. Racial Holy War ), які борються проти «нелюдей» — євреїв, циган, негрів та інших, тобто в ширшому сенсі всіх не «арійців», головним чином, численних іммігрантів з країн третього світу, а також гомосексуалів, наркоманів та лівої молоді.
Цей образ виявився дуже популярним у неонацистському русі, і незабаром схожі течії з'явилися в Європі, США. На пострадянському просторі субкультура наці-скінхедів уперше з'явилася у Балтійських країнах наприкінці 1980-х років. Багато хто з них пишався родичами, які воювали у Ваффен-СС проти СРСР. Як відсилання до нацистської Німеччини багато хто зі скінхедів носили особливі кепки з джинсової тканини, що нагадували кашкети СС.

## Ідеологія

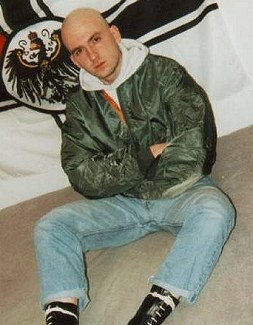
НС-скінхед з Німеччини

- НС-скінхеди позиціонують себе як національно-визвольний рух і борються за ідеї переваги білої раси (або арійської раси), при цьому прагнучи расового сепаратизму.
- НС-скінхеди — крайні расисти, антисеміти та ксенофоби, противники нелегальної імміграції, расово змішаних шлюбів, сексуальних девіацій, гомосексуальності. Жертвами НС-скінхедів зазвичай стають представники темно-пігментованих рас: негроїдної та монголоїдної[4][5]. Іншими словами, раси, що не мають так звану арійську зовнішність[6]. Також НС-скінхеди вороже ставляться до представників ЛГБТ[7] та деяких субкультур, таких як, наприклад, антифашисти[8]. В Англії предмет їх неприязні — пакистанці та бангладешці, у Німеччині — турки[9][10][11], у Росії — вихідці із Закавказзя та Середньої Азії, уродженці Північного Кавказу, а також негроїди, азіати, мулати та метиси[12][13].
- НС-скінхеди вважають себе захисниками інтересів робітничого класу, у деяких випадках мотивуючи це тим, що приїжджі займають робочі місця. Цей пункт далеко не найважливіший в ідеології неонацистів і, зокрема НС-скінхедів.
- Особливий культ у НС-скінхедів існує навколо особистості Гітлера та деяких інших лідерів націонал-соціалістичного руху (Рудольфа Гесса та інших).
- Націоналізм в ідеології НС-скінхедів поступається першістю ідеям расової переваги, боротьби проти інших рас або ізоляції від них. Те саме було в ідеології НСДАП, де вважали, що раса важливіша за націю, а нації складають расу (в даному випадку арійську). Арійські нації мали об'єднатися і скласти собою арійську імперію.
- Фюрер-принципу німецького авторитаризму деякі НС-скінхеди протиставляють принцип «опіру без лідерів» (варіант демократії «для білих»), проте більшість націонал-соціалістичних організацій мають своїх лідерів.
- Немає визначення «загальноприйнятої» релігії серед НС-скінхедів, як і будь-якого поділу серед них за релігійним критерієм. Значна кількість виявляє великий інтерес до германо-скандинавської міфології та язичництва, особливо до реконструйованих язичницьких вірувань у вигляді неоязичницьких рухів, а також до окультної сторони нацизму, що включала язичницькі елементи. Крім цього, в Східній Європі існують групи НС-скінхедів, які сповідують православ'я, інші ж є крайніми противниками християнства і православ'я, оскільки Ісус Христос — єврей, а християнство зародилося в контексті месіанських рухів іудаїзму, що не може уживатися з ідеологією націонал-соціалізму, невід'ємною частиною якого є антисемітизм. У деяких інших країнах НС-скінхеди поголовно виступають проти християнства і зараховують його до так званого іудо-християнства, виділяючи таким найменуванням безпосередній зв'язок між іудаїзмом та християнством. Невелика частина НС-скінхедів відноситься до ісламістів (у Європі, наприклад, Девід Вулстон)[14], оскільки відома їхня нетерпимість до християнства та юдейства[15], звідси і витікає любов до радикального ісламу, в якому певною мірою йде протиборство християнству і сіонізму.
- Важливе значення для НС-скінхедів має образ есесівця, який частково вплинув на образ самих НС-скінхедів. Містично в їхньому русі сприймається і сам «чорний орден» СС, створений у свою чергу за типом середньовічних лицарських орденів, головним чином, тамплієрів[16].

## Музика
Особливе значення щодо музики для НС-скінхедів має її ідеологічне наповнення. Як і традиційні скінхеди, з музики НС-скінхеди віддають перевагу Oi!, але в іншому їх музичні уподобання сильно відрізняються. Їм подобаються деякі напрямки металу: націонал-соціалістичний блек-метал, язичницький метал, фолк-метал та вікінг-метал. Велику популярність у їхньому середовищі набув рок проти комунізму та хейткор, також НС-скінхеди люблять слухати німецькі марші часів Третього рейху та наці-панк. НС-скінхеди з ворожістю ставляться до репу та хіп-хоп культури.

## Зовнішній вигляд

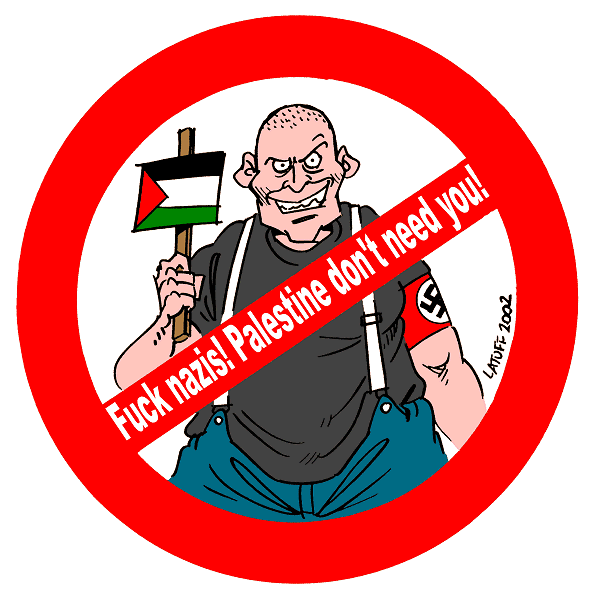
НС-скінхед на карикатурі Карлоса Латуффа

Зовнішність НС-скінхедів має важливу роль у їхній самоідентифікації. Основні ознаки виглядають наступним чином:
- Брита наголо голова або дуже коротка стрижка;
- Одяг торгової марки Lonsdale, Thor Steinar та Pit Bull;
- Світло-сині джинси (Levi's, Wrangler);
- Білі футболки, чорні або коричневі сорочки, поло та теніски (Fred Perry, Ben Sherman);
- Короткі, чорні та темно-зелені куртки на «блискавці» без коміра – «бомбери», або з коміром – «штурмани»;
- Військова уніформа чи її окремі елементи;
- Нацистська символіка; татуювання, нашивки, значки;
- Важкі високі черевики (Dr. Martens, Grinders, Steels, Camelot), у тому числі військові, найчастіше чорного кольору.
- Особливе значення має колір шнурків: червоний, синій, коричневий або білий. Білі шнурки підкреслюють прихильність носія до ідеї «захисту білої раси», проте носити такі шнурки має право лише той, хто брав участь у побиттях «чорних» або антифашистів.

## Символіка

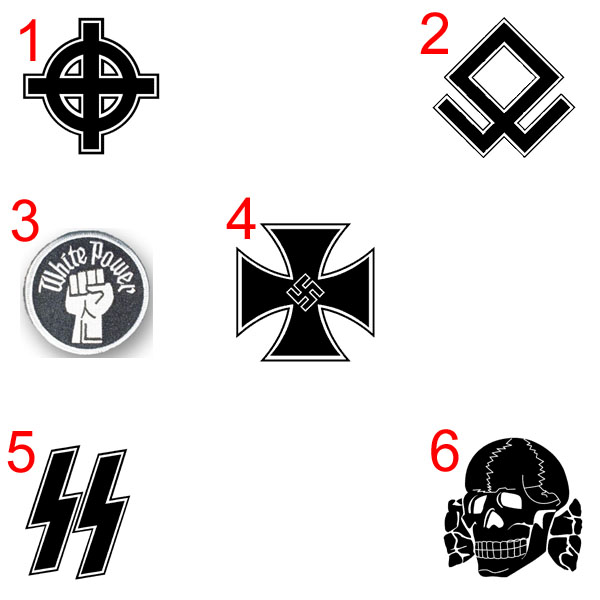

1. Кельтський хрест - рівнопроменевий хрест із колом. Є характерним символом кельтського християнства. У 80-х роках XX століття кельтський хрест став символом White Power — руху білих расистів та НС-скінхедів.
2. Одал (ᛟ) (давн.-нім. Oþila - "спадщина", англосакс. Oeþel) — 24-а руна давньонімецького і 23-а руна англосаксонського рунічного алфавітів. Руна Одал зображена на емблемі 7-ї добровольчої гірничопіхотної дивізії СС «Принц Євген», 23-ї добровольчої моторизованої дивізії СС «Недерланд» та на прапорі хорватських фольксдойче.
3. Арійський кулак.
4. Залізний хрест — прусська та німецька військова нагорода. Заснований Фрідріхом Вільгельмом III 10 березня 1813 року за бойові відмінності у війні за визволення Німеччини від Наполеона.
5. Зіг (ᛋ) — 16-а руна старшого, англосаксонського і п'ятнадцята руна молодшого футарка.
6. Мертва голова — символ смерті і одночасно безстрашності перед її обличчям у вигляді черепа з кістками (зазвичай білого або срібного на чорному тлі). Цей символ також використовують деякі сучасні неонацистські організації, наприклад Combat 18.

- Свастика
- Чорне Сонце
- «Sieg Heil!»
- «Blood &amp; Honor»
- «Blood & Soil»
- White Power

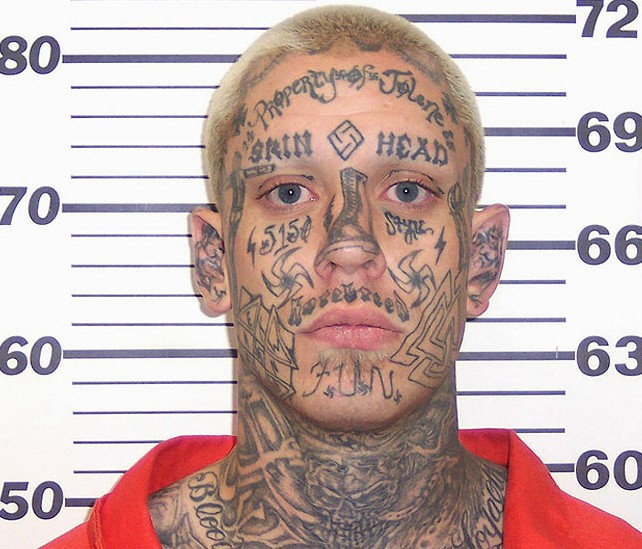
Олджер, Кертис Майкл, американський скінхед-вбивця з татуюваннями у вигляді нацистських, неонацистських та неоязичницьких символів

- 14/88: 14 слів Девіда Лейна — «Ми повинні забезпечити існування нашого народу і майбутнє для білих дітей» і зашифроване привітання «Heil Hitler» («H» — восьма буква латинського алфавіту), за сумісництвом 88 заповідей того ж Девіда Лейна.[20]

## НС-скінхеди у фільмах та відеоіграх
Художнє кіно:
- Зроблений у Британії (Made in Britain, 1982)
- Бритоголові (Romper Stomper, 1992)
- У стані ворога (The Infiltrator, 1995)
- Вища освіта (Higher Learning, 1995)
- Американська історія Ікс (American History X, 1998)
- Німецька історія Х (Наці, 2002)
- Фанатик (The Believer, 2001)
- Антикілер 2: Антитерор (2003)
- Це Англія (This is England, 2006)
- Росія 88 (2009)
- Ми з майбутнього (2007)
- Стрижка (2010)

Документальне кіно:
- Позиція скінхедів (Skinhead Attitude, 2003)
- Чоловіки, Герої, Геї - Нацисти (Männer, Helden, schwule Nazis, 2005)

Відеокліпи:
- Стоп нацизму (Antinazibund, Sportfreunde Stiller, 2008 р.)

Комп'ютерні ігри:
- Етнічне чищення (Ethnic Cleansing, 2002 р.)
- Полювання людей (Manhunt, 2003 р.)